# Lorentzia tenuis
Lorentzia tenuis là một loài Rêu trong họ Thuidiaceae. Loài này được (M. Fleisch.) W.R. Buck & H.A. Crum mô tả khoa học đầu tiên năm 1990.